# Jequiá da Praia
Jequiá da Praia es un municipio brasileño del estado de Alagoas. 

## Historia
El municipio de Jequiá de la Playa es el municipio más joven del estado de Alagoas. Se emancipó en 1998, a través de una liminar concedida por el Supremo Tribunal Federal en la acción directa de inconstitucionalidad número 1881, que se mantuvo hasta el año 2008, cuando finalmente se confirmó el estatus de municipio. Se separó de los municipios de São Miguel dos Campos y Coruripe. 
Jequiá (jeki-a), en la lengua indígena tupí, significa cestos con muchos pescados.

## Geografía
Su territorio cubre 338,60 km² y su población estimada en 2004 era de 12 916 habitantes.
Jequiá de la Playa es la ciudad del litoral sur de Alagoas que tiene un número mayor de escenarios naturales salvajes. Las playas de Jacarecica del sur, Dunas del Marapé, Laguna Azeda y Pituba, y el poblado de Dos Barras, presentan un clima casi siempre excelente. 
Su natureza guarda ecosistemas muy diversos. En el poblado de Dos Barras, por ejemplo, se puede asistir al encuentro de la Laguna de Jequiá con el océano Atlántico o los manglares. En la población de Laguna Azeda está la laguna que presta su nombre a la región, con aguas vigorosas que dificultan la práctica de deportes náuticos. Las playas de Pituba y Jacarecica del sur son prácticamente salvajes, presentando escenarios poco explorados por el hombre.